# Jackal (Fahrzeug)
Jackal oder MWMIK (ausgesprochen als Emwimmick) oder Mobility Weapon-Mounted Installation Kit ist eine Fahrzeugfamilie der British Army und Royal Air Force. Hergestellt werden die Fahrzeuge von Supacat Ltd in Honiton, Devon (UK).

## Entwicklungsgeschichte und Einsatzprofil
Ausgangspunkt der Entwicklung dieses Fahrzeuges war der Supacat HMT 400. Das neue Fahrzeug war ursprünglich für die Anforderungen der SAS-Einheiten entwickelt worden und sollte den in die Jahre gekommenen Land-Rover-WMIK (Weapons Mounted Installation Kit) ersetzen. 2008 wurde das Fahrzeug für den Dienst in der British Army zugelassen und über 500 Fahrzeuge bestellt.
Die Jackal-Fahrzeuge sind für den offensiven Kampf, schnelles Eingreifen, tiefes Vordringen in die Gefechtszone zwecks Fernspähaufklärung und den Begleitschutz von Konvois vorgesehen.
Dieses Einsatzprofil unterscheidet sie von den Fahrzeugen der MRAP-Klasse wie dem ATF Dingo, die hauptsächlich für den geschützten Personentransport vorgesehen sind. Deutlich wird dies beim Jackal durch das fehlende Dach, das geringere Gewicht und mehr Aufnahmepunkte für Waffen.
Die Fahrzeuge können mit unterschiedlichen Waffen ausgestattet werden: einem 12,7-mm-Maschinengewehr, einem 7,62-mm-Maschinengewehr (GPMG) und einem automatischen 40-mm-Granatwerfer. Die Höchstgeschwindigkeit beträgt 79 km/h im Gelände und 130 km/h auf der Straße.
Eingesetzt werden die Fahrzeuge zum Beispiel vom Pathfinder Platoon der 16 Air Assault Brigade und einer Reihe weiterer Einheiten, unter anderem im Rahmen der ISAF-Mission in Afghanistan. Die Streitkräfte Australiens, Dänemarks und der USA haben jeweils Fahrzeuge des Typs geordert.

### Coyote

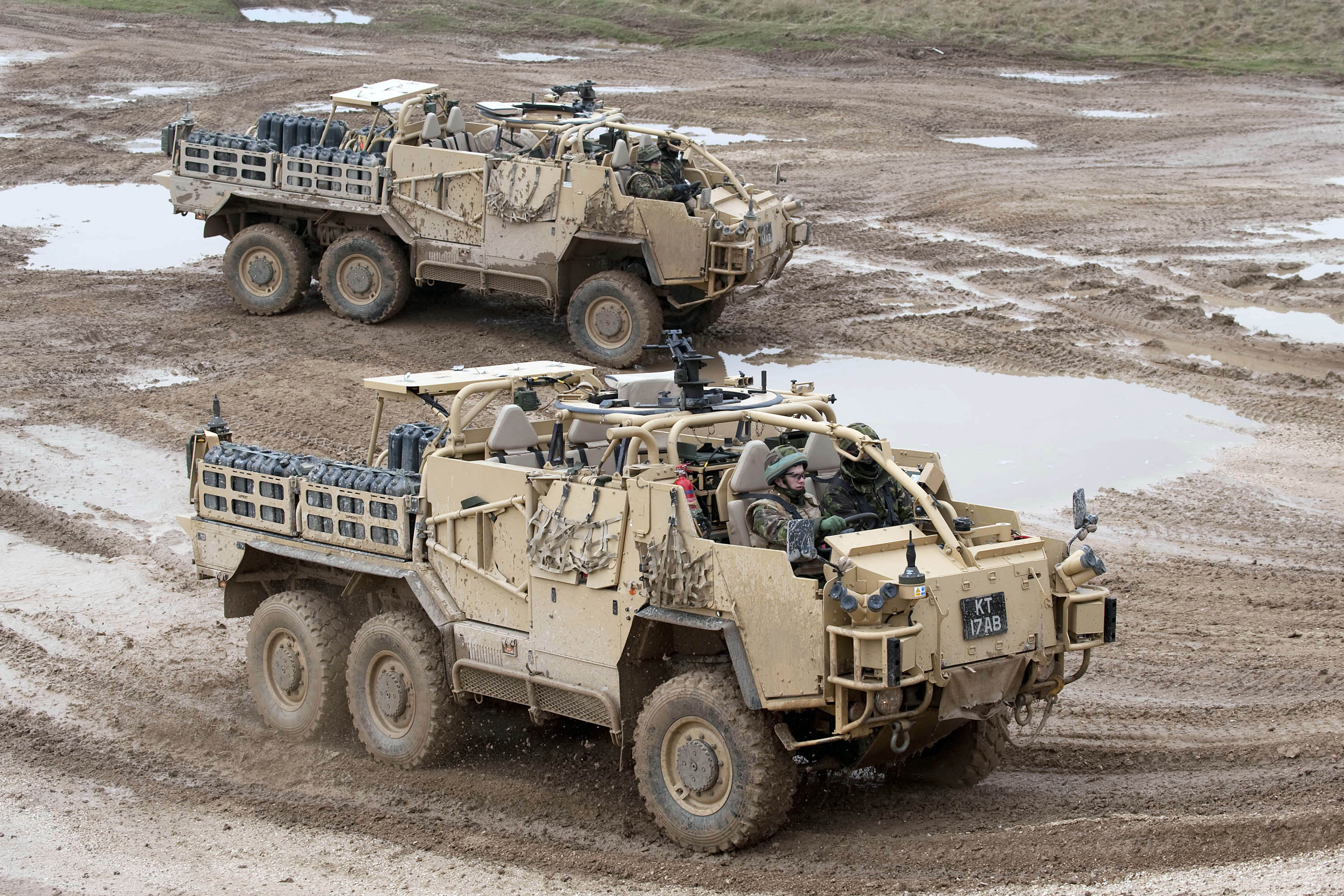
6x6 Version (Coyote)

Der Coyote ist ein „Tactical Support Vehicle“. Er ist die größere Version des Jackals mit einem 6×6-Antrieb. Die britische Armee bestellte 70 Fahrzeuge als Transporter für mittelschwere Lasten, Artillerie-Zugmaschinen und weitere Anwendungen.

## Kampfeinsätze
Das Fahrzeug wird von der Ukraine im Russisch-Ukrainischen Krieg eingesetzt. Laut dem Oryx-Blog ging mit Stand November 2024 ein Fahrzeug der Ausführung Coyote verloren.